# Powiat wieleński

Powiat wieleński widoczny na południe (część zachodnia) od zaznaczonego na czerwono Netzekreis

Powiat wieleński – dawny powiat polski z siedzibą w Wieleniu, istniejący przejściowo w 1920 roku.
Na mocy traktatu wersalskiego 10 stycznia 1920 trzy niemieckie powiaty Filehne, Czarnikau i Kolmar zostały przecięte granicą państwową. 3/4 powiatu Kolmar oraz po połowie powiatów Filehne i Czarnikau przypadły Polsce.
Z powiatu Filehne Polsce przypadła jego południowa (lewobrzeżna względem Noteci) część, z Dratzig (Drawsko), Roskau (Rosko) i główną częścią Filehne (Wieleń), które ustanowiły powiat wieleński. Natomiast przy Niemczech pozostała prawobrzeżna część powiatu z miejscowościami: Kreuz (Ostbahn) (Krzyż), Selchow (Żelichowo) i częścią Filehne (Wielenia) z dworcem kolejowym – Wieleniem Północnym.
Z przypadłych Polsce południowych części powiatów Filehne (wieleńskiego) i Czarnikau (czarnkowskiego) oraz z okolic Połajewa z dotychczasowego niemieckiego powiatu Obornik (obornickiego) utworzono w 1920 roku wspólny powiat czarnkowski w województwie poznańskim. Przypadłe Polsce 3/4 powiatu Kolmar przekształcono w powiat chodzieski w tymże województwie.
Pozostałe przy Niemczech północne części powiatów Filehne, Czarnikau i Kolmar połączono w jeden powiat o nazwie Netzekreis, który od 1 czerwca 1922 należał do Marchii Granicznej Poznańsko-Zachodniopruskiej, rejencji pilskiej. Obszar ten przypadł Polsce dopiero w 1945 roku, tworząc powiat trzcianecki.